# 1245

## Esdeveniments
- 11 de maig - Jaume I i Lluís IX de França signen el Tractat de Corbeil, on el segon reconeix la plena independència dels Comtats Catalans, a canvi de renunciar a la Provença.[1]
- 13 de setembre - València: Jaume I hi crea la institució dels jurats.
- Guillem II d'Holanda concedeix drets de ciutat a Haarlem.[2]